# Stenostola pallida
Stenostola pallida är en skalbaggsart som beskrevs av J. Linsley Gressitt 1951. Stenostola pallida ingår i släktet Stenostola och familjen långhorningar.
Artens utbredningsområde är Taiwan. Inga underarter finns listade i Catalogue of Life.